# Villiam Vecchi
Villiam Vecchi, spesso scritto anche William (Scandiano, 28 dicembre 1948 – Reggio Emilia, 3 agosto 2022), è stato un calciatore e allenatore di calcio italiano, di ruolo portiere.

## Caratteristiche tecniche
Sopperiva alla bassa statura con ottima agilità e prontezza di riflessi. Dimostrava coraggio, a volte sfociante nella spericolatezza, nelle uscite, soprattutto quelle basse, ed era un buon pararigori.

## Carriera

### Giocatore
Cresciuto nelle giovanili del Milan, fa il suo esordio in prima squadra nella stagione 1967-1968, in un derby di campionato terminato 1-1. Per quattro stagioni rimane riserva di Fabio Cudicini; divenne titolare nella stagione 1972-1973, la prima dopo il ritiro del collega di reparto, alternandosi tra i pali con Pierangelo Belli. Fu negli undici di partenza a Salonicco nella finale di Coppa delle Coppe 1972-1973 contro il Leeds United, difendendo fino all'ultimo il vantaggio milanista con vari interventi decisivi. Giocò anche la finale di Coppa Italia 1972-1973 disputata contro la Juventus, neutralizzando i tiri di rigore di Pietro Anastasi e Roberto Bettega nella serie finale di rigori a seguito del risultato di parità.
Lasciò il Milan al termine della stagione 1973-1974, dopo aver giocato complessivamente 71 partite. Passò al Cagliari nel 1974-1975, difendendo la porta isolana per una stagione alternandosi con Renato Copparoni mentre l'anno successivo (1975-1976) un infortunio alla mano gli procurò un lungo stop.
Nel 1976-1977 si trasferì al Como, in cui militò per cinque anni; la squadra lariana, grazie anche al suo apporto, riconquistò la Serie A nel 1979/80.
Nel 1981-1982 si trasferì alla SPAL, dove concluse la carriera agonistica.

### Allenatore
Intraprese successivamente l'attività di preparatore di portieri, dapprima nella Reggiana, nella stagione 1995-1996, per poi trasferirsi al Parma, dove ebbe tra i suoi allievi Gianluigi Buffon, risultando fondamentale per la sua crescita. Proprio Buffon ricordò così Vecchi il giorno della sua morte:
più di un maestro. I tuoi consigli, i tuoi insegnamenti sono stati semplicemente determinanti per la mia carriera. Un semplice grazie non potrà mai essere abbastanza per tutto quello che hai fatto per me.»
(Gianluigi Buffon)
Nel 1999 passò alla Juventus, dove incontrò Carlo Ancelotti durante il suo biennio in bianconero. Nel 2001 ritornò al Milan, seguendo il tecnico emiliano, neo-allenatore rossonero, che seguirà lungo tutto il suo periodo milanista. Vecchi fu determinante nella crescita di Nelson Dida, che a metà anni 2000, anche grazie ai suoi insegnamenti, divenne uno dei migliori portieri al mondo. Mantenne il ruolo di preparatore dei portieri di prima squadra fino al termine della stagione 2009-2010.
Dal luglio 2010 passò ad allenare i portieri degli Allievi Nazionali, nel settore giovanile rossonero.
Nell'estate del 2013 ritorna a far parte dello staff tecnico di Carlo Ancelotti, questa volta al Real Madrid e dal 2016 al 2018 ricopre l'incarico di supervisore della preparazione dei portieri nel settore giovanile della Reggiana.
È morto il 3 agosto 2022 all'ospedale Santa Maria di Reggio Emilia all'età di 73 anni.

## Palmarès

### Giocatore

#### Club

##### Competizioni nazionali
- Campionato italiano: 1

Milan: 1967-1968
- Coppa Italia: 2

Milan: 1971-1972, 1972-1973
- Campionato italiano Serie C1: 1

Como: 1978-1979 (girone A)
- Campionato italiano di Serie B: 1

Como: 1979-1980

##### Competizioni internazionali
- Coppa delle Coppe: 2

Milan: 1967-1968, 1972-1973
- Coppa dei Campioni: 1

Milan: 1968-1969
- Coppa Intercontinentale: 1

Milan: 1969